# Žućkasto ptičje mlijeko
Žučkasto ptičje mlijeko (lat. Ornithogalum pyrenaicum), biljna vrsta iz porodice šparogovki. Raširena je po mediteranskim državama, uključujući i Hrvatsku, i u Africi Maroko i Libiju.

## Sinonimi
- Anthericum sulphureum Waldst. & Kit.
- Beryllis pyrenaica (L.) Salisb.
- Loncomelos pallidum (Salisb.) Speta
- Loncomelos pyrenaicum (L.) L.D.Hrouda
- Ornithogalum asphodeloides Schur
- Ornithogalum flavescens Lam.
- Ornithogalum granatense Pau
- Ornithogalum melancholicum Klokov ex Krasnova
- Ornithogalum pallidum Salisb.
- Ornithogalum racemosum Gaterau
- Parthenostachys pyrenaica (L.) Fourr.
- Phalangium sulphureum (Waldst. & Kit.) Poir.
- Scilla sylvestris Savi
- Stellaris erecta Moench